# 繁峙正觉寺大雄宝殿
繁峙正觉寺大雄宝殿，位于山西省忻州市繁峙县繁城镇东城街村二道街35号。
2007年6月6日，繁峙正觉寺大雄宝殿公布为忻州市文物保护单位。2013年3月5日，繁峙正觉寺大雄宝殿公布为第七批全国重点文物保护单位。